# Jakub Kudláček
Jakub Kudláček, né le 3 mars 1990, à Litoměřice, en Tchécoslovaquie, est un joueur tchèque de basket-ball. Il évolue au poste de meneur. 

## Palmarès
- Vainqueur de la supercoupe d'Italie 2012